# Новая Шотландия
Но́вая Шотла́ндия (используется лат. написание Nova Scotia, МФА: [ˌnoʊvə ˈskoʊʃə]; от англ. New Scotland — «Новая Шотландия», фр. Nouvelle-Écosse, гэльск. Alba Nuadh) — провинция на юго-востоке Канады, одна из трёх так называемых Приморских провинций. Столица и крупнейший город — Галифакс.
До 1713 года Новая Шотландия называлась Акадией.

## География

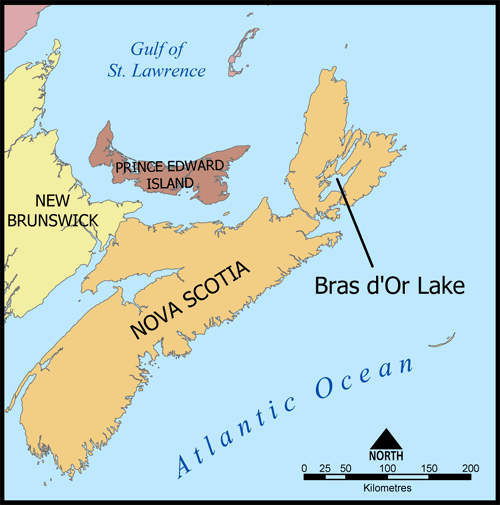

Канадская провинция Новая Шотландия занимает территорию полуострова Новая Шотландия и острова Кейп-Бретон. Также в состав провинции входит маленький остров Сейбл. Связана с материком (провинцией Нью-Брансуик) узким перешейком. Береговая полоса провинции составляет 10 427 км. С юга и востока побережье омывается водами Атлантического океана, на севере находится залив Святого Лаврентия, на западе — залив Фанди. Её площадь 55 284 км². Новая Шотландия по территории больше Дании, но меньше Шотландии.

## История

### Коренные народы до прихода европейцев
До прихода европейцев территорию Новой Шотландии населяли индейские племена, самыми многочисленными из которых были микмаки и малеситы, говорящие на восточно-алгонкинских языках. К этой же ветви алгонкинских народов принадлежали и знаменитые могикане, жившие западнее (в бассейне р. Гудзон) и увековеченные Дж. Ф. Купером в его знаменитом романе. Местные индейцы вели полукочевой образ жизни, основу которого составляли земледелие, охота и рыболовство. Их обычай обмазывать тело красной глиной лёг в основу прозвища «краснокожие», которое впоследствии распространилось на всех индейцев Северной Америки. Оба племени не были многочисленными, а в конце XVI века регион подвергся опустошительному действию эпидемий европейских болезней, занесённых сюда баскскими и бретонскими рыбаками. Малочисленность местных жителей — основная причина, по которой европейская колонизация XVII—XVIII веков не встречала серьёзного отпора со стороны индейцев (хотя впоследствии французы нанимали микмаков для преследования английских колонистов северного Мэна).

### Первые европейцы у берегов Новой Шотландии
Первыми европейцами, увидевшими берега Новой Шотландии, были, по-видимому, моряки экспедиции генуэзского мореплавателя на английской службе Джона Кабота (1498—1499), а первое крупное исследование Канады (как и само название «Канада») связаны с именем Жака Картье, совершившего три длительных плавания к берегам Канады в период с 1534 по 1542 годы и заложившего там первые колонии, которые, впрочем, просуществовали недолго.

### Первые колонии европейцев
Первые европейские поселения на территории современной Новой Шотландии появились по инициативе французского предпринимателя, путешественника и государственного деятеля Пьера Дюгуа, известного также как сир де Мон, который впервые посетил полуостров в 1599 году, а в 1603 году получил от короля Генриха IV Великого эксклюзивное право на торговлю пушниной на североамериканских землях между 40º и 60º с. ш., то есть на огромной территории, в несколько раз превышающей саму Францию.
В 1604 году Пьер Дюгуа и 79 его спутников основали первую колонию у берегов Новой Шотландии. Она находилась на острове Иль-Сен-Круа в северо-западной части залива Фанди, который колонисты назвали Французским заливом (Baie Française). Сейчас этот остров находится на территории штата Мэн (США) в полукилометре от американско-канадской границы. Суровая зима 1604-1605 годов и чрезвычайно скудные ресурсы острова привели к смерти многих поселенцев, в основном — от цинги. Весной 1605 года те, кто выжил, переселились в более плодородное место на южном берегу залива, и это уже была территория современной Новой Шотландии. Новая колония получила имя Порт-Рояль (сейчас на месте колонии расположен музей под открытым небом Порт-Рояль) и некоторое время даже процветала, принимая новых колонистов из Франции. Однако в 1607 году многочисленные протесты других французских торговцев пушниной вынудили короля отозвать монополию у Пьера Дюгуа; официальной причиной был объявлен недостаточный доход от пушной торговли. Хотя последние колонисты покинули Порт-Рояль в августе 1607 года, их союзники, индейцы микмаки продолжали следить за покинутой колонией. Поэтому, когда бывший вице-губернатор колонии барон Жан де Бьенкур де Путренкур вернулся в Порт-Рояль в 1610 году, он нашёл колонию в том же состоянии, что и за три года до этого.
В 1607 году конкуренты Дюгуа путём уговоров и подкупов французских чиновников отобрали у него патент на торговлю пушниной. Колонисты покинули Акадию, но через несколько лет снова вернулись на свои земли, продолжая развивать пушной промысел и начиная засевать первые злаковые. На побережье залива Фанди постепенно стали появляться новые поселения.
B 1621 году шотландец сэр Уильям Александер по указу короля Якова I получил в баронетство территорию между Новой Англией и Ньюфаундлендом и назвал её Nova Scotia, что в переводе с латинского означает Новая Шотландия. Позднее это название закрепилось за всем полуостровом и всей провинцией. В 1629 году сын сэра Уильяма привёз 70 английских поселенцев в Порт-Ройял и основал форт Чарльз.
В 1632 году территории Новой Шотландии вновь стали контролироваться французами. Немалую роль в этом сыграл кардинал Ришельё.
C 1654—1666 роль Франции здесь заметно падает, но в 1670-е вновь возрастает, и вплоть до 1689 года стычки между войсками Франции и Англии не утихают.
Поселенцы, для которых Новая Шотландия стала родиной, получали патоку, бренди, посуду, ткани и другие товары из Англии. Французы поставляли зерно и оружие. Данные переписи населения 1698 года говорят об увеличении рождаемости и численности акадийских поселений. В Акадии формируется собственная культура, а поселенцы уже не считают себя французами или англичанами. Акадийская культура и быт зарождалась под влиянием не только французских или английских, но и индейских традиций, создавая новое общество со своими законами и моральными устоями.
К 1710 году Франция, измотанная внутренними и внешними конфликтами, окончательно потеряла интерес к своим заморским колониям. В результате подписания 13 апреля 1713 года соглашения, Новая Шотландия, став официально британской территорией, ещё находилась под французским влиянием.
Англичане выдвигали перед жителями поселений требования об уплате налогов деньгами, провиантом или пушниной. Английские власти пытались употребить все возможные меры для сбора налогов. Но чем больше было требований, тем больше было предлогов, чтобы уклониться от них: угрозы нападения индейцев, нехватка тягловой силы и прочее. Репутация несговорчивых и наглых людей сохранилась за акадийцами на многие годы.
23 июня 1713 года королева Англии Анна направляет губернатору Акадии Фрэнсису Николсону письмо, в котором содержатся достаточно точные указания, что Британия готова предоставить поселенцам защиту и помощь в обмен на присягу короне. Всем противникам предлагалось в короткие сроки покинуть английские колониальные владения, продав за бесценок свою недвижимость. Принятие присяги означало для колонистов участие в вооружённых столкновениях с французами, многие из которых были их земляками или родственниками. Франция со своей стороны предложила акадийцам новые земли для заселения, но предложенные территории были довольно скудны и приносили мизерные урожаи.
В 1715 году в Акадию прибыли два английских чиновника с предложением принять присягу, и местные жители согласились на условиях её небезоговорочности. Поселенцы все ещё готовы были уехать, но английские колониальные власти занимались произволом, не пуская французские корабли в гавань и не позволяя акадийцам покинуть колонию, понимая, что их отъезд полностью бы разрушил экономику Новой Шотландии. С 1713 по 1720 правительство Новой Шотландии ввело в Акадии режим, близкий к военному положению, но в 1720 году этот режим отменили, а в Акадии установили английские порядки. Акадийцы выбрали 24 депутата, в обязанности которых входило доносить до правительства мнение народа.
Акадийцы приняли присягу только в 1730 году. Текст присяги предполагал безоговорочное подчинение королю Англии, но присяга имела продолжение, в котором говорилось, что акадийцы не будут обязаны браться за оружие в борьбе против Франции и против индейцев. Так же они обещали не поднимать оружие против Англии. Эта часть присяги была официально утверждена, но была устной.
Акадийцы поставили свои подписи под присягой, которые были заверены священником и нотариусом. Почти на 20 лет наступил долгожданный мир, пока Война за австрийское наследство, вспыхнувшая в Европе в 1740-х, не внесла хаос. Франция надеялась, что лояльные к ней акадийцы будут поддерживать её, и предприняла попытку вербовки ополчения. Англия, со своей стороны, опасалась беспорядков и восстаний. В 1749 году был основан Галифакс (Halifax), куда был переведён штаб английской королевской армии. Возникновение этого форта демонстрировало растущую мощь Англии и решимость отстаивать свои права на территории. В то время он имел огромное стратегическое значение, и британские власти построили целый ряд оборонительных укреплений.
С 1755 года начинается массовый исход акадийцев на новые земли, в основном в американские колонии. В августе 1755 году тысячи человек были депортированы англичанами, часть из которых направили во Францию. Но там они оказались чужими. Их ничего более не объединяло с коренными французами.
В 1758 году был сформирован единый законодательный орган, и Nova Scotia стала первой британской колонией, имеющей собственное правительство.
Эмиграция из Новой Шотландии прекратилась только с окончанием войны в 1763 году.
Затем наступил период внутренней миграции, охватившей значительные территории. Потерявшие родину семьи движутся из страны в страну, из провинции в провинцию в надежде обрести постоянное пристанище.
Период миграции акадийцев после того, как они покинули родину, закончился только к 1786 г. Некоторые вернулись на канадскую землю, обосновавшись в Новой Шотландии, другие двинулись в большие города, в Квебек и Монреаль. Те, кто пытался вернуться на свои земли в Новую Шотландию, нашли их занятыми. За следующие несколько лет акадийцы обосновались на новых областях.

## Административное деление
В настоящее время в провинции существует три типа муниципальных образований: 3 региональных муниципалитета, 31 город, 21 сельский муниципалитет (9 графств и 12 округов) и 22 деревни. Кроме того, на территории провинции находится 13 индейских общин, которые проживают в 42 резервациях.
В провинции действует Акт о муниципальном правительстве (АМП) (англ. Municipal Goverment Act), который вступил в силу 1 апреля 1999 года. АМП заменил Муниципальный и Городской акты, Акт о муниципальных делах, Акт о муниципальных границах и представительствах, Акт о сборе налогов и Акт о планировании. В последнее время деревни также находятся под действием акта. Границы образований базируются на традиционном делении графств, используемом для нужд судов и различных служб. Территория городов исключена из границ округов и графств, а в региональных муниципалитетах городов нет.

## Население

### Численность населения

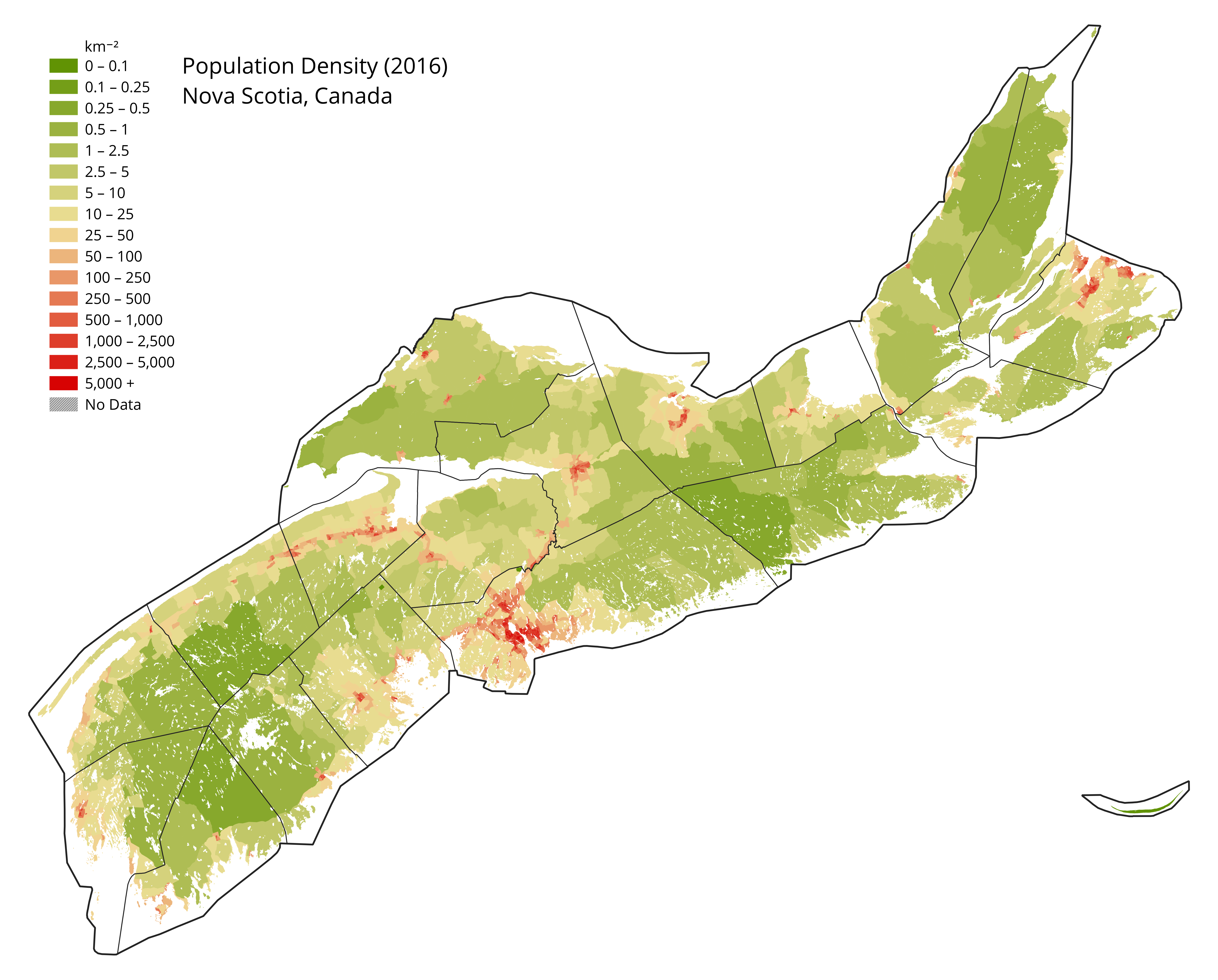
Плотность населения Новой Шотландии на 2016 год

Оценочное население Новой Шотландии на начало 2021 года составляет более 979 449 человек. Что делает провинцию 7-й среди всех канадских провинций. При этом по плотности населения провинция занимает второе место со значением 17,45 человека на км². Почти половина населения провинции проживает в столичной агломерации, в Галифаксе.
Согласно переписи 2016 года, население Новой Шотландии составляло 923 598 человек, проживающих в 458 568 домохозяйствах. По сравнению с 2011 годом население практически не изменилось. По переписи 2011 года в Новой Шотландии было зарегистрировано 921 727 жителей.
Суммарный коэффициент рождаемости (СКР) в Новой Шотландии в 2016 составлял 1,42, меньший СКР наблюдается только в Британской Колумбии.
Количество зарегистрированных безработных в 2016 году составляло 47 280 человек, уровень безработицы достигал 10,0 %.
Медианный годовой доход домохозяйств в 2015 году составил $60 764 (после вычета налогов — $53 129). Средние данные по Канаде — $70 336 ($61 348).
Изменение в возрастном составе жителей провинции характеризуется старением населения, хотя и не столь значительным чем в остальной Канаде:
| Возрастная группа | Перепись 2016 | Перепись 2016     | Перепись 1996 | Перепись 1996     |
| Возрастная группа | Численность   | Доля от населения | Численность   | Доля от населения |
| ----------------- | ------------- | ----------------- | ------------- | ----------------- |
| до 14 лет         | 133 825       | 14,5 %            | 180 115       | 19,8 %            |
| 15-64 лет         | 605 950       | 65,6 %            | 610 055       | 67,1 %            |
| старше 65 лет     | 183 820       | 19,9 %            | 119 115       | 13,1 %            |

Средняя ожидаемая продолжительность жизни находится на одном уровне 80,4 лет с 2013. Среднее значение по стране — 82.

### Этнический состав
Большинство населения провинции имеет европейские корни.
|    | Этнос     | Население (2016) | Доля    |
| -- | --------- | ---------------- | ------- |
| 1  | Канадцы   | 387 360          | 42,64 % |
| 2  | Шотландцы | 272 880          | 30,04 % |
| 3  | Англичане | 262 375          | 28,89 % |
| 4  | Ирландцы  | 195 865          | 21,56 % |
| 5  | Французы  | 149 625          | 16,47 % |
| 6  | Немцы     | 97 555           | 10,74 % |
| 7  | Индейцы   | 48 640           | 5,35 %  |
| 8  | Голландцы | 32 045           | 3,53 %  |
| 9  | Метисы    | 26 025           | 2,87 %  |
| 10 | Акадийцы  | 23 700           | 2,61 %  |
|    | …         |                  |         |
| 20 | Русские   | 4 775            | 0,53 %  |

Доля была рассчитана исходя из количества респондентов ответивших на вопрос о своей этнической принадлежности (908 340).

При ответе на вопрос об этническом происхождении респондентам разрешалось давать несколько ответов.

### Язык
| Франкоговорящее большинство Англоговорящее большинство Смешанное население |

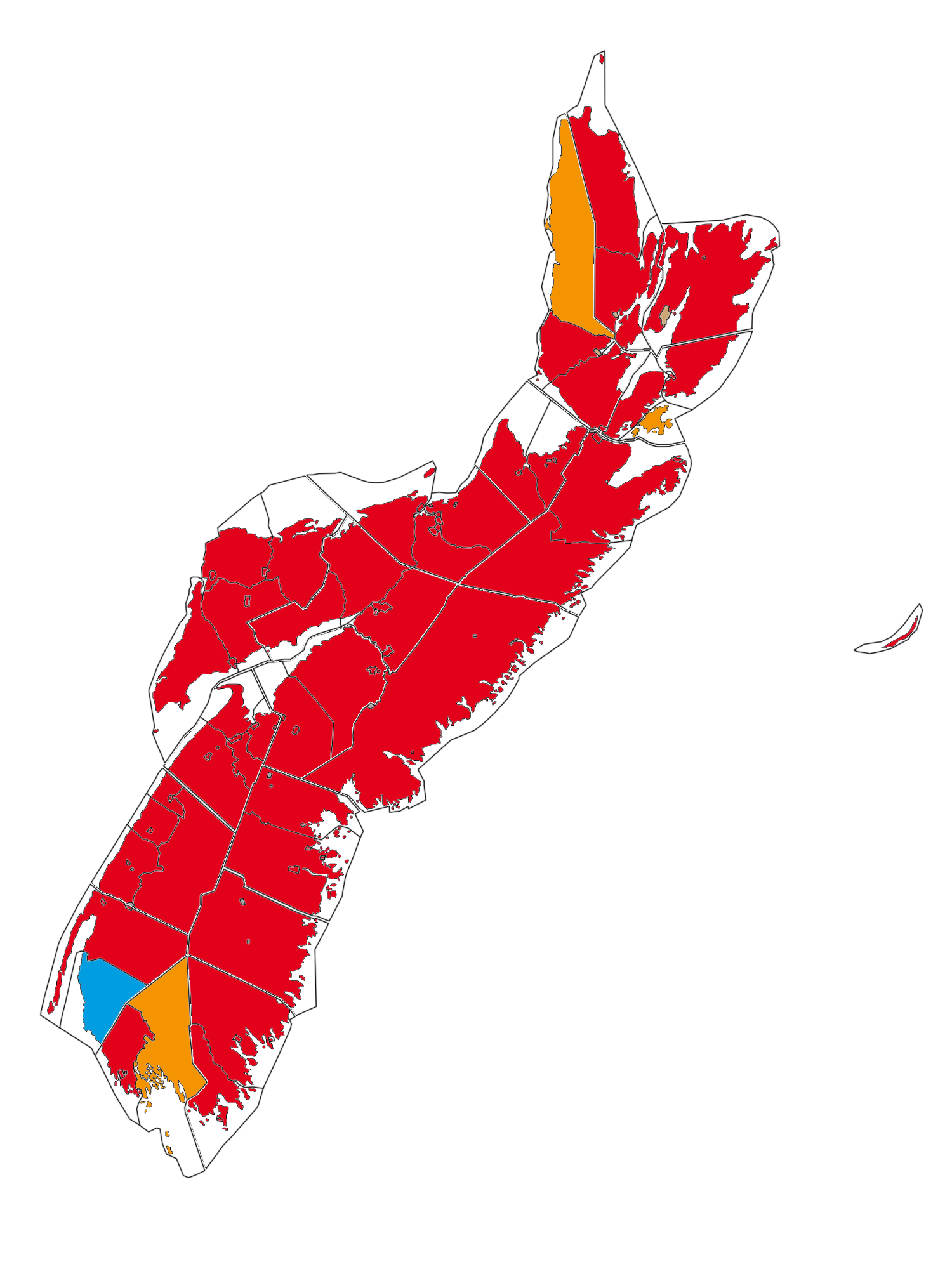

Английский язык занимает доминирующее положение, французский язык распространён в местах компактного проживания потомков акадийцев на севере и юге провинции.
|   | Язык        | Количество (2011) | Доля (2011) | Количество (2016) | Доля (2016) |
| - | ----------- | ----------------- | ----------- | ----------------- | ----------- |
| 1 | Английский  | 836 085           | 92,46 %     | 830 220           | 91,00 %     |
| 2 | Французский | 31 105            | 3,44 %      | 29 465            | 3,23 %      |
| 3 | Арабский    | 5965              | 0,66 %      | 7110              | 0,78 %      |
| 4 | Китайский   | 2750              | 0,30 %      | 4640              | 0,51 %      |
| 5 | Микмак      | 4620              | 0,51 %      | 4185              | 0,46 %      |
| 6 | Немецкий    | 3275              | 0,36 %      | 3435              | 0,38 %      |
|   | …           |                   |             |                   |             |
| 9 | Русский     | 815               | 0,09 %      | 1285              | 0,14 %      |

Те ответы, где в качестве родного языка было указано несколько языков, в таблице не учтены.
Доля носителей русского языка за межпереписной период увеличилось в 1,5 раза. Доля государственных (английского и французского), а также языки коренных народов сокращается, как и число носителей этих языков. Довольно стабильно положение немецкого языка. Быстро растёт китайский язык.

### Религия

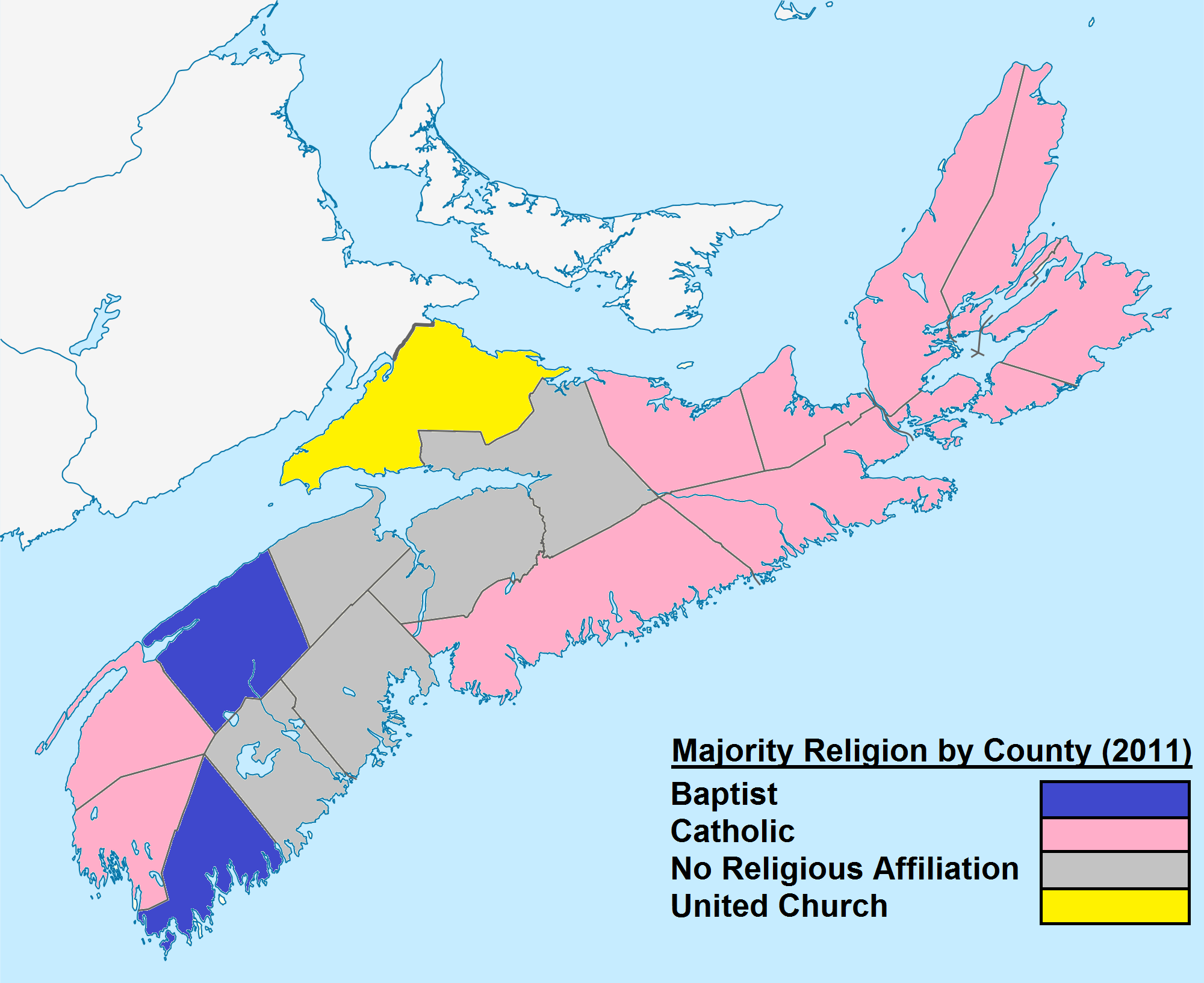
Наиболее распространённые религии В Новой Шотландии

| Религия                     | Население | Доля (%) |
| --------------------------- | --------- | -------- |
| Католики                    | 298 270   | 32,92 %  |
| Объединённая церковь Канады | 109 700   | 12,10 %  |
| Англикане                   | 100 120   | 11,05 %  |
| Баптисты                    | 80 815    | 8,92 %   |
| Пресвитериане               | 23 555    | 2,60 %   |
| Пятидесятники               | 9595      | 1,06 %   |
| Лютеране                    | 9485      | 1,05 %   |
| Мусульмане                  | 8505      | 0,94 %   |
| Православные христиане      | 3370      | 0,37 %   |
| Прочие                      | 65 095    | 7,17 %   |
| Атеисты                     | 197 665   | 21,81 %  |

### Крупнейшие муниципальные образования
Большая часть населения Новой Шотландии 65,3 % проживает в 107 крупнейших муниципальных образованиях, что составляет всего 8,6 % территории провинции.

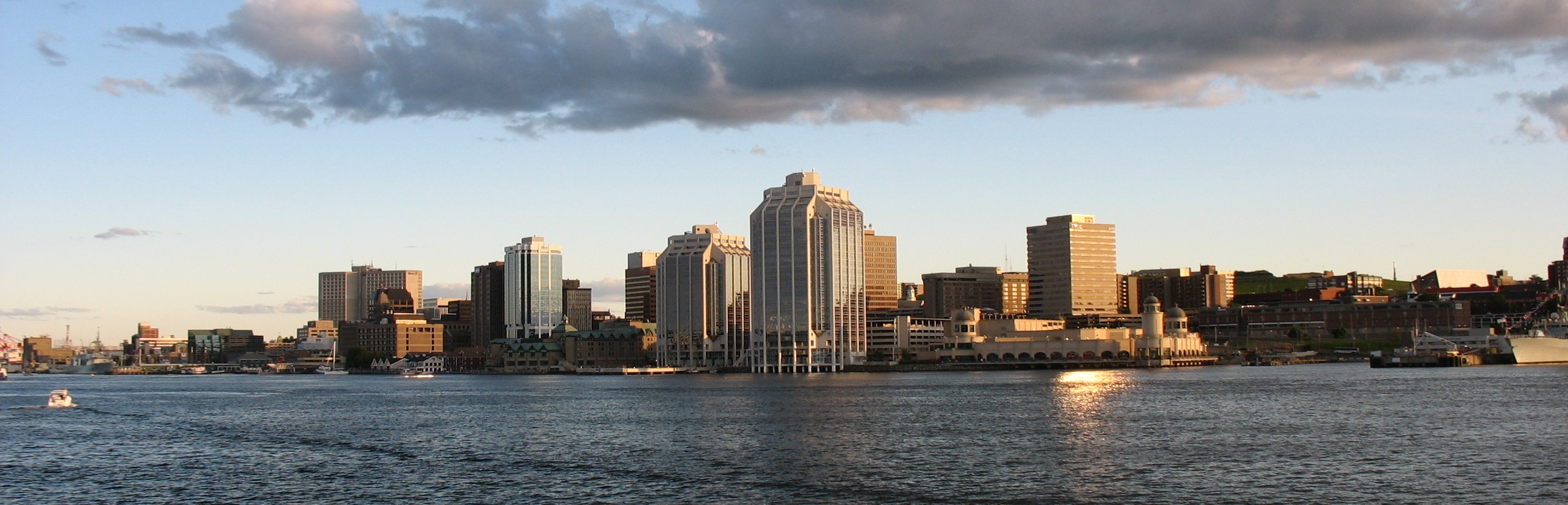
Галифакс

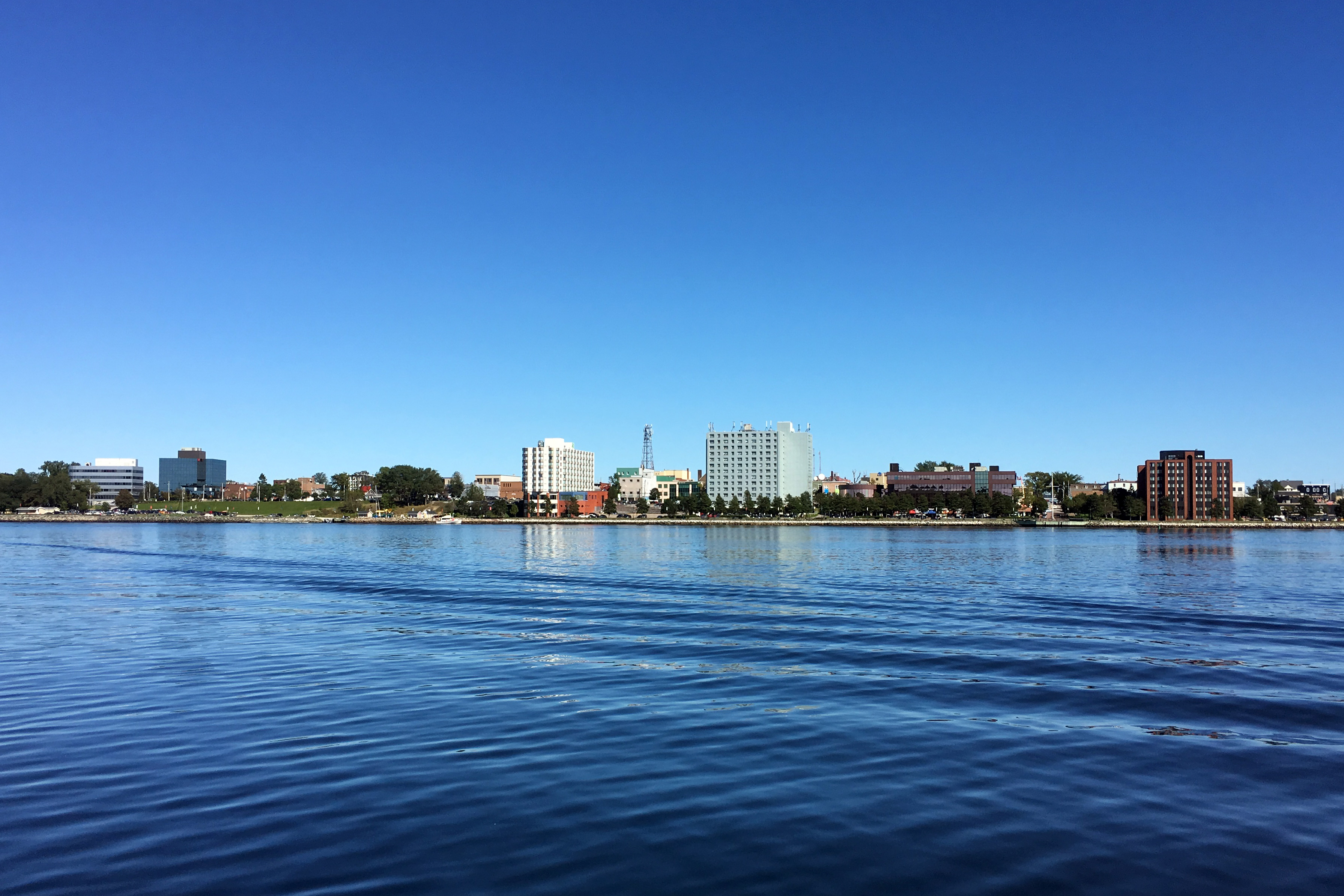
Сидни, крупнейший город в агломерации Кейп-Бретона

|                                          | 2016    | 2011    | 2006    | 2001    | 1996    |
| ---------------------------------------- | ------- | ------- | ------- | ------- | ------- |
| Городские агломерации                    |         |         |         |         |         |
| Агломерация Галифакса                    | 403 390 | 390 086 |         |         |         |
| Агломерация Кейп-Бретона                 | 97 398  | 94 285  |         |         |         |
| Крупнейшие городские муниципалитеты      |         |         |         |         |         |
| Галифакс                                 | 403 390 | 390 086 | 372 858 | 359 183 | 342 966 |
| Кейп-Бретон                              | 97 398  | 94 285  | 102 250 | 105 968 | 114 733 |
| Труро                                    | 12 261  | 12 059  | 11 765  | 11 457  | 11 938  |
| Амхерст                                  | 9 413   | 9 717   | 9 505   | 9 470   | 9 669   |
| Нью-Гласгоу                              | 9 075   | 9 562   |         | 9 432   |         |
| Бриджуотер                               | 8 532   | 8 241   | 7 944   | 7 621   | 7 351   |
| Крупнейшие сельские муниципальные округа |         |         |         |         |         |
| Кингс                                    | 60 600  | 60 589  | 60 035  | 58 866  | 59 193  |
| Колчестер                                | 50 585  | 50 968  | 50 023  | 49 307  | 49 262  |
| Люненбург                                | 24 863  | 25 118  | 25 164  | 25 570  | 25 949  |
| Ист-Хантс                                | 22 453  | 22 111  | 23 387  | 20 821  | 19 767  |
| Пикту                                    | 43 748  | 45 643  | 46 513  | 46 965  | 48 718  |

## Экономика

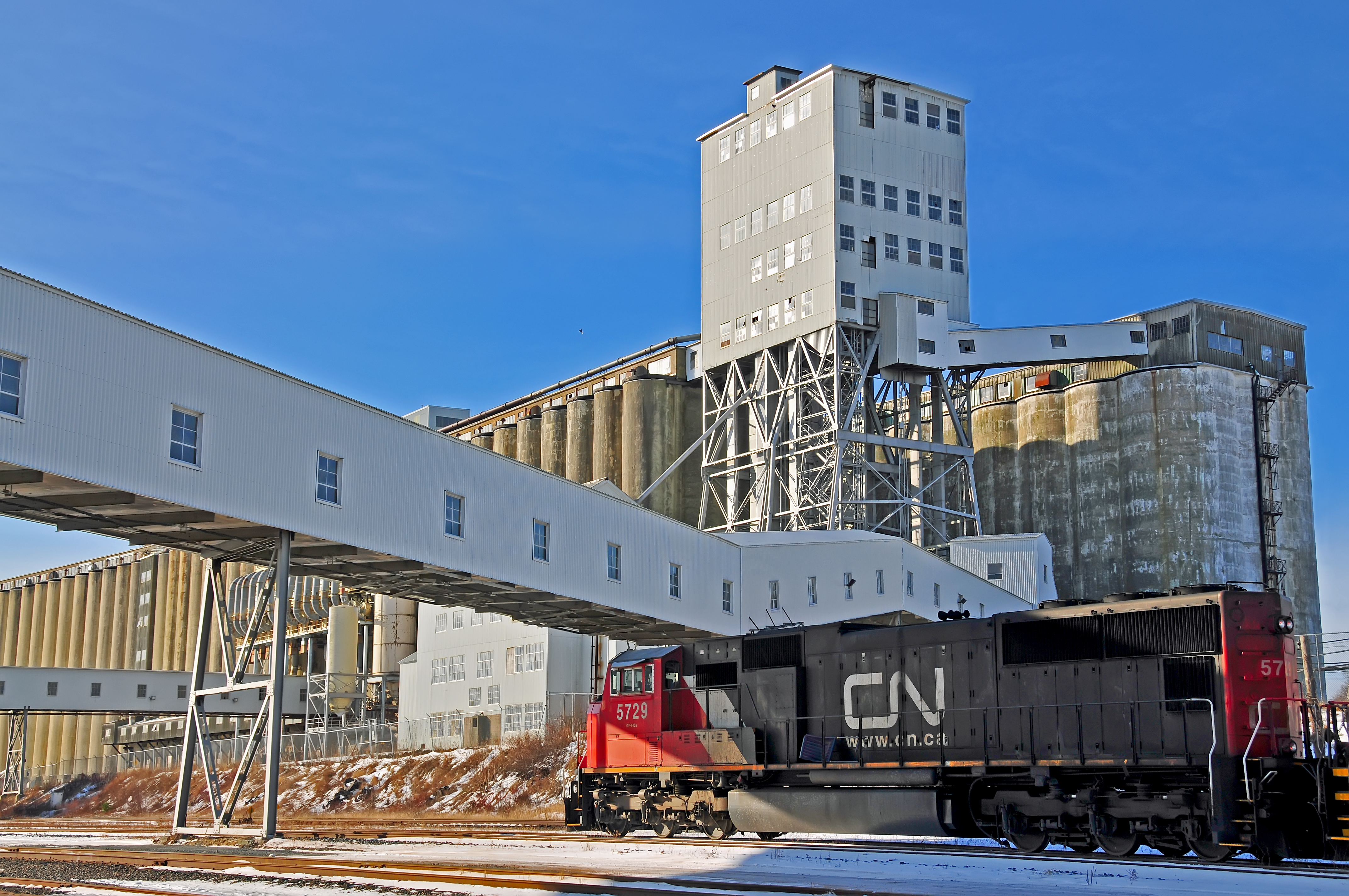
Зерновой элеватор в Порт Галифакса

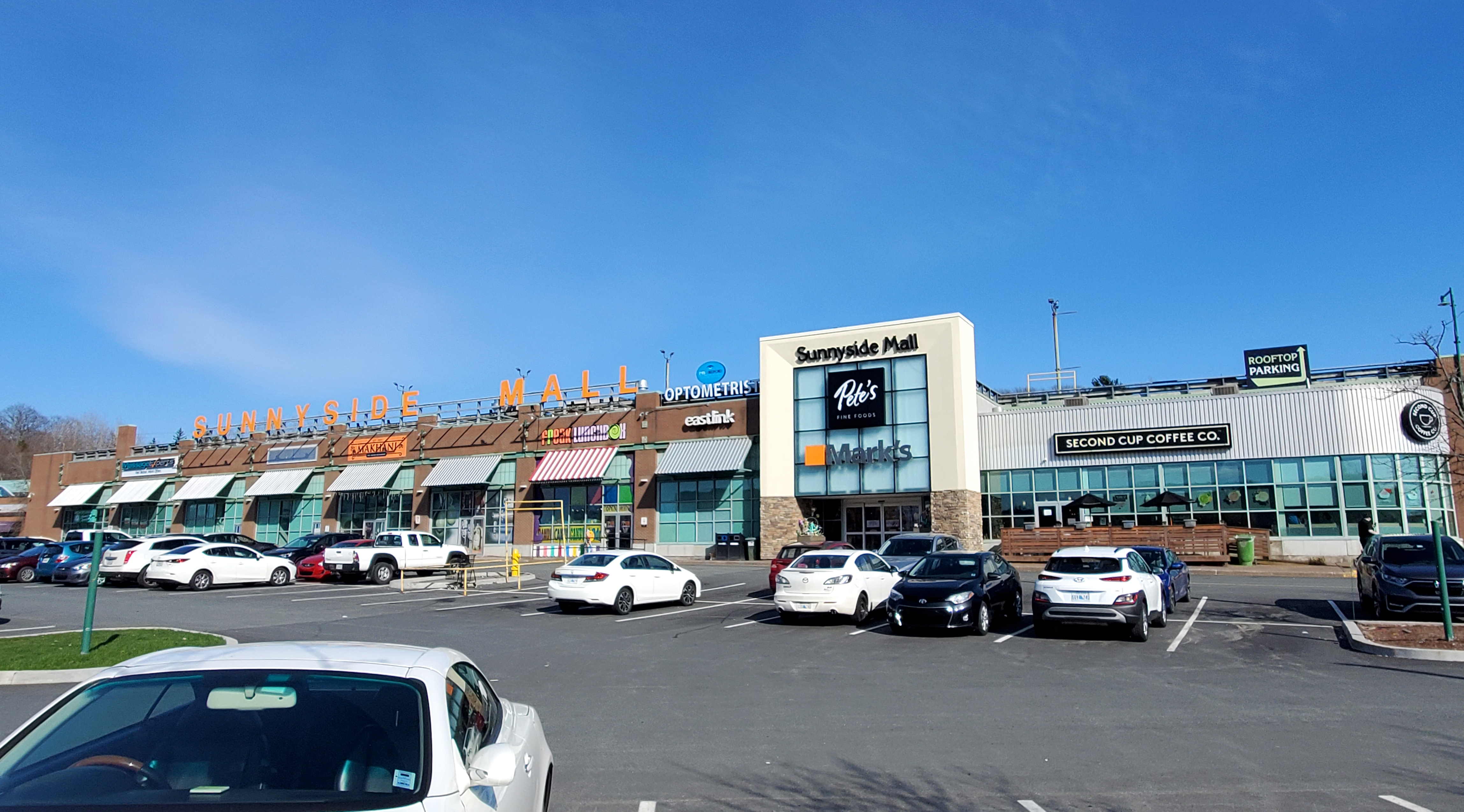
Один из торговый центров Галифакса

В 1820 году в крупнейшем городе Новой Шотландии Галифаксе была основана пивоваренная компания Alexander Keith's.
ВВП на душу населения Новой Шотландии в 2016 году составлял 44 924 канадских доллара, что было значительно ниже, чем средний ВВП по стране на душу населения, составляющий 57 574 канадских доллара. По состоянию на 2017 год медианный семейный доход в Новой Шотландии составлял 85 970 долларов США, что было ниже среднего показателя по стране (92 990 долларов США). В Галифаксе эта цифра достигала 98 870 долларов США.
Новая Шотландия является крупнейшим в мире экспортером рождественских елок, омаров, гипса и лесных ягод. Стоимость экспорта рыбы превышает 1 миллиард долларов, а рыбную продукцию поставляют в 90 стран мира. Тем не менее, импорт провинции намного превышает экспорт. Хотя эти цифры были примерно одинаковыми с 1992 по 2004 год, с тех пор торговый дефицит резко увеличился. В 2012 году экспорт из Новой Шотландии составлял 12,1 % ВВП провинции, а импорт — 22,6 %.
Традиционно ресурсная экономика Новой Шотландии пытается диверсифицироваться. Рост экономики Новой Шотландии исторически был обусловлен доступностью природных ресурсов, особенно рыбных запасов на Шотландском шельфе. Рыболовство было основой экономики региона с момента его вхождения в состав Новой Франции в XVII веке. Однако этот промысел резко сократился из-за чрезмерного вылова рыбы в конце XX века. Резкое снижение запасов трески и закрытие этого сектора промышленности привели к потере примерно 20 000 рабочих мест в 1992 году.

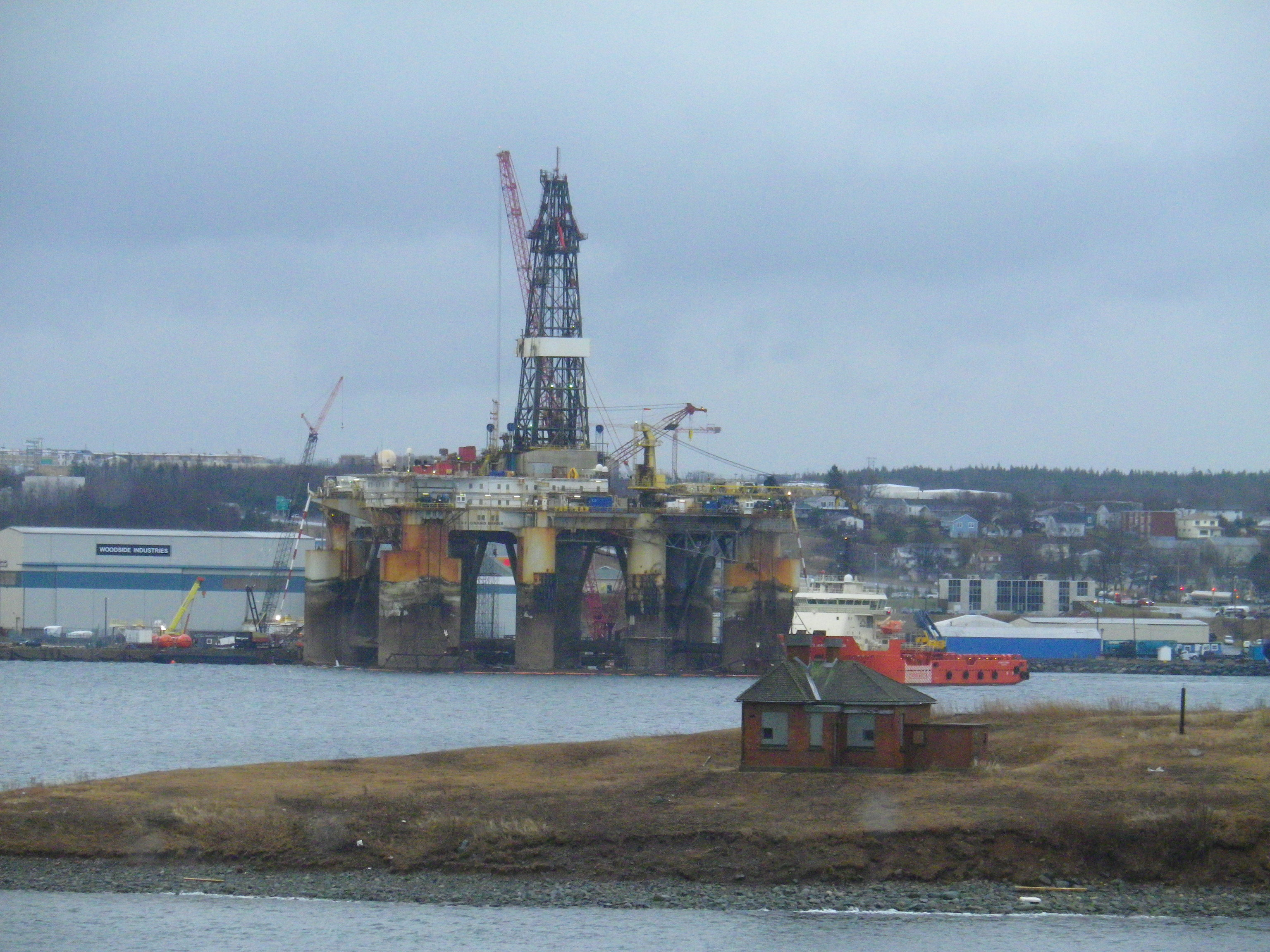
Буровая платформа. Побережье Новой Шотландии

Другие отрасли провинции также сильно пострадали, особенно в течение двух десятилетий XXI века. Добыча угля на острове Кейп-Бретон и северной части материковой части Новой Шотландии практически прекратилась, а в 1990-х годах закрылся крупный сталелитейный завод в Сидни. Высокая стоимость канадского доллара по отношению к доллару США нанесла ущерб лесной промышленности, что привело к закрытию давно действующей целлюлозно-бумажной фабрики недалеко от Ливерпуля. Важным сектором также является добыча полезных ископаемых, особенно гипса и соли и, в меньшей степени, кремнезема, торфа и барита.
С 1991 года морская нефть и газ стали важной частью экономики провинции, хотя и добыча и доходы подвержены колебаниям, с тенденцией к понижению.
Сельское хозяйство остается важным сектором в провинции, особенно в субрегионе Аннаполис Велли.
Оборонный и аэрокосмический сектор Новой Шотландии приносит около 500 миллионов долларов дохода и ежегодно вносит около 1,5 миллиарда долларов в экономику провинции.

## Герб и флаг

Герб Новой Шотландии

Герб был создан специально для использования баронетами Новой Шотландии и утверждён королём Карлом I в 1625 году.
Герб (Coat of Arms) включает сине-серебряную королевскую мантию, свитую в верхней части герба. Выше его располагаются два геральдических символа — две соединённых руки. Одна из них в латах, а другая открыта. Они поддерживают ветвь лавра (символизирующую мир) и ветвь чертополоха (символизирующую Шотландию). Слева — мифический королевский единорог, а справа — индеец, как его представляли в XVII веке. Выше — девиз: «Один защищает, другой побеждает».
В центре герба — щит, включающий синий Андреевский крест на белом или серебряном фоне. В центре щита изображён красный королевский лев, на жёлтом или золотом поле (аналогичный крест представлен на флаге Шотландии). Эту символику используют самостоятельно.
С образованием конфедерации в 1867 году старые геральдические символы были заменены новыми, слабо отражающими традиционную символику. В 1921 году, в 300-летнюю годовщину основания Новой Шотландии, учёные и историки Аннаполиса подали прошение о восстановлении древнего герба, после чего он приобрёл свой современный вид. В 1929 году в нижнюю часть герба был добавлен цветок земляничного дерева, символизирующий Новую Шотландию (официальная цветочная эмблема провинции), переплетённый с чертополохом, символизирующим Шотландию.
Флаг Новой Шотландии был первым флагом территории Британского Содружества, утверждённым вместе с гербом в 1625 году. В 1929 году древняя символика была возвращена королём Георгом V вместо символов, введённых с образованием конфедерации. Поле флага представляет синий Андреевский крест на белом или серебряном фоне.

## Достопримечательности
Залив Фанди (англ. Bay of Fundy) считается одним из самых популярных природных туристических мест в мире. Бухта знаменита самыми высокими приливами в мире. Находится на восточном побережье Канады между Нью-Брансуиком и Новой Шотландией.

## Политическое устройство
В Новой Шотландии сложился парламентский тип правления. Данное положение закреплено в Конституционном акте 1867 года.

## Галерея

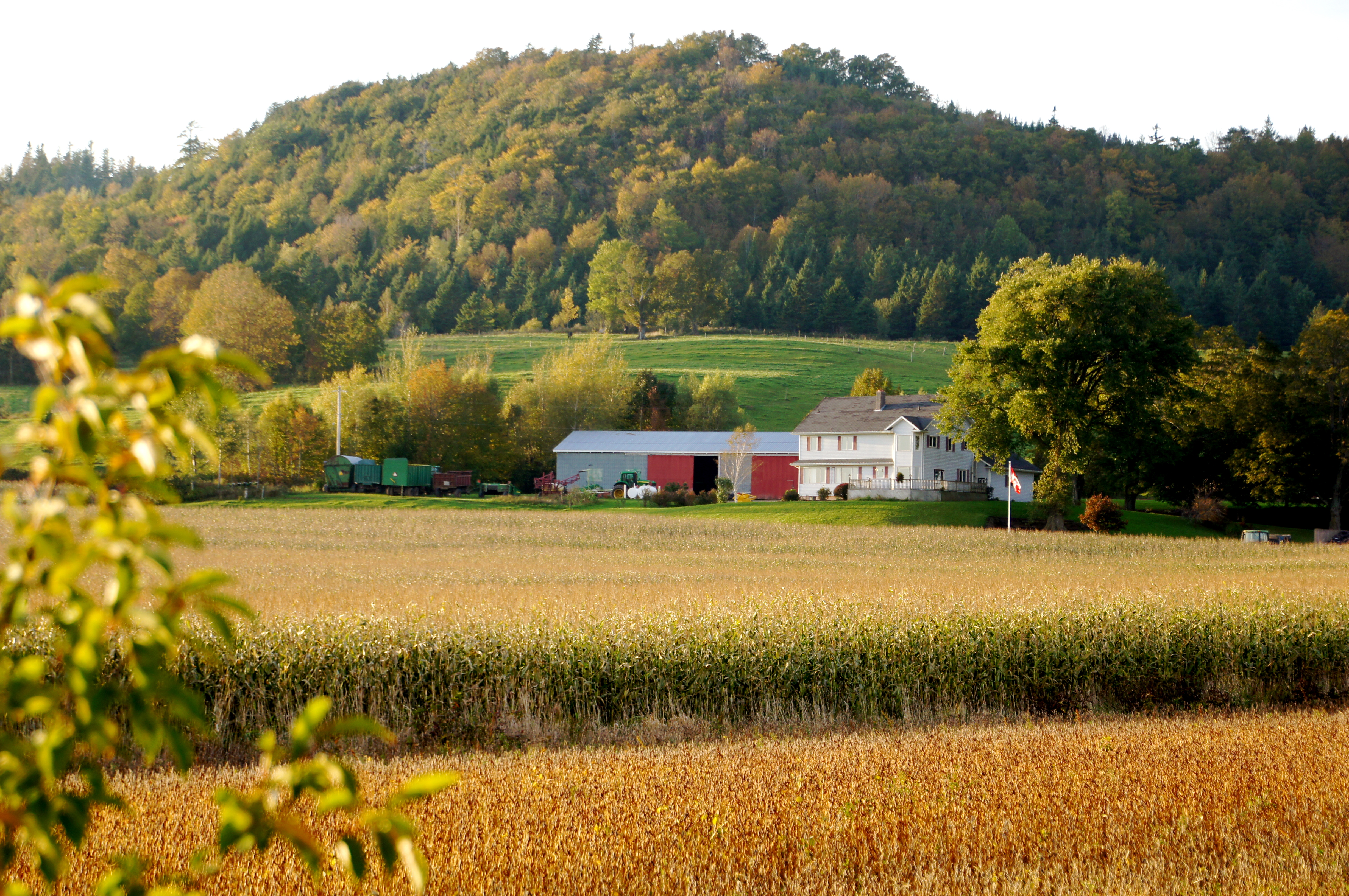
Ферма
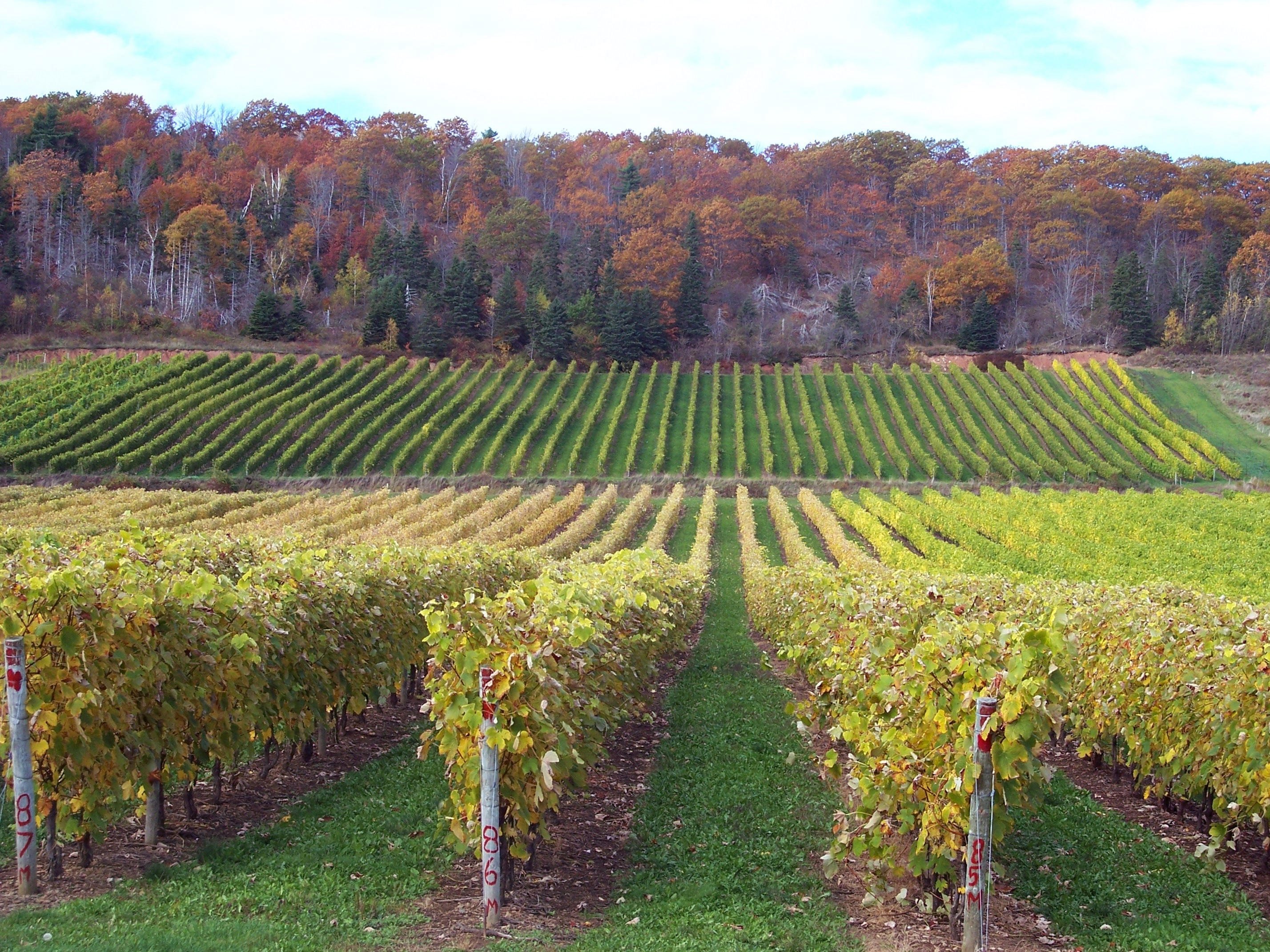
Виноградники
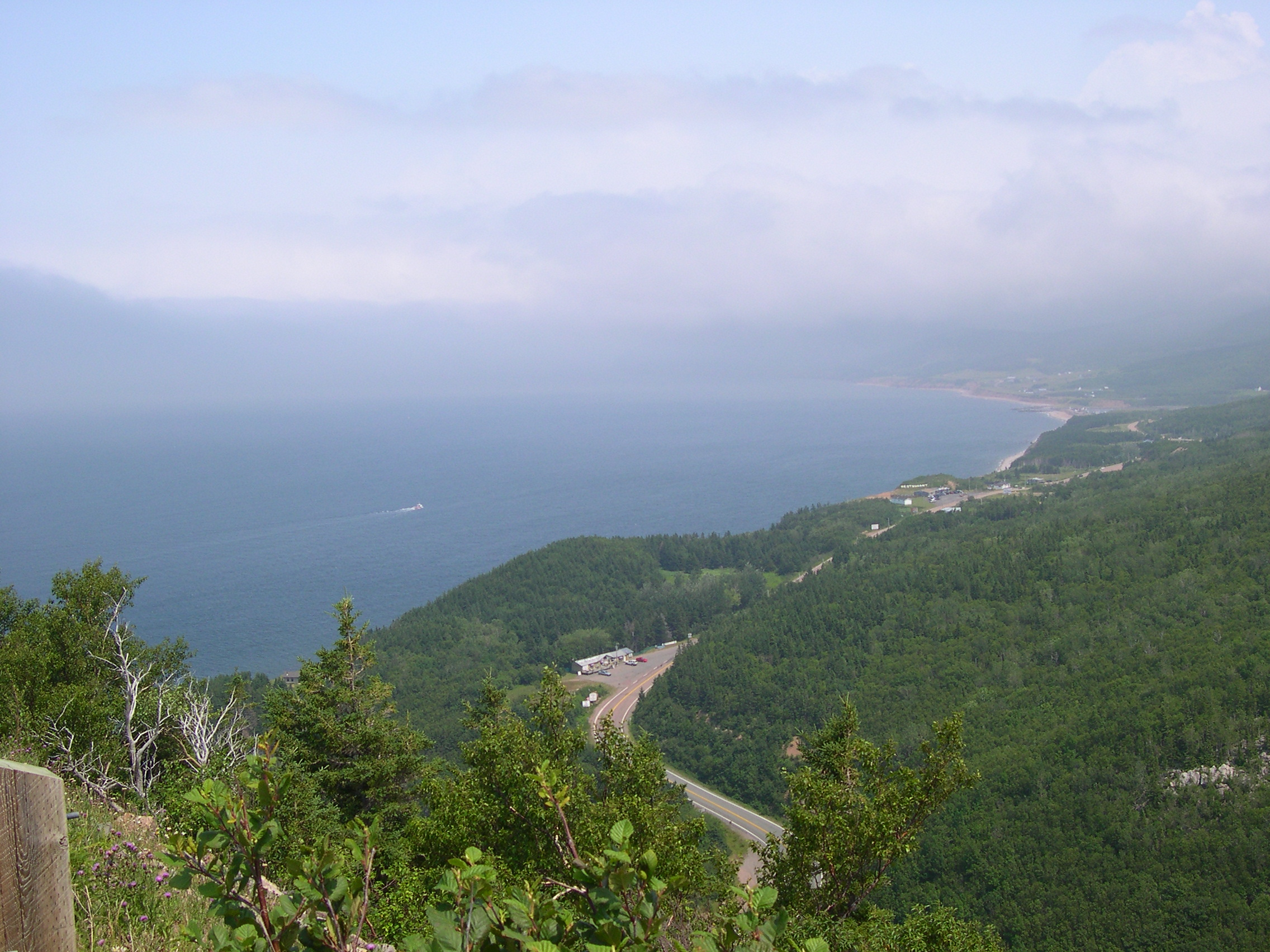
Пейзаж Новой Шотландии
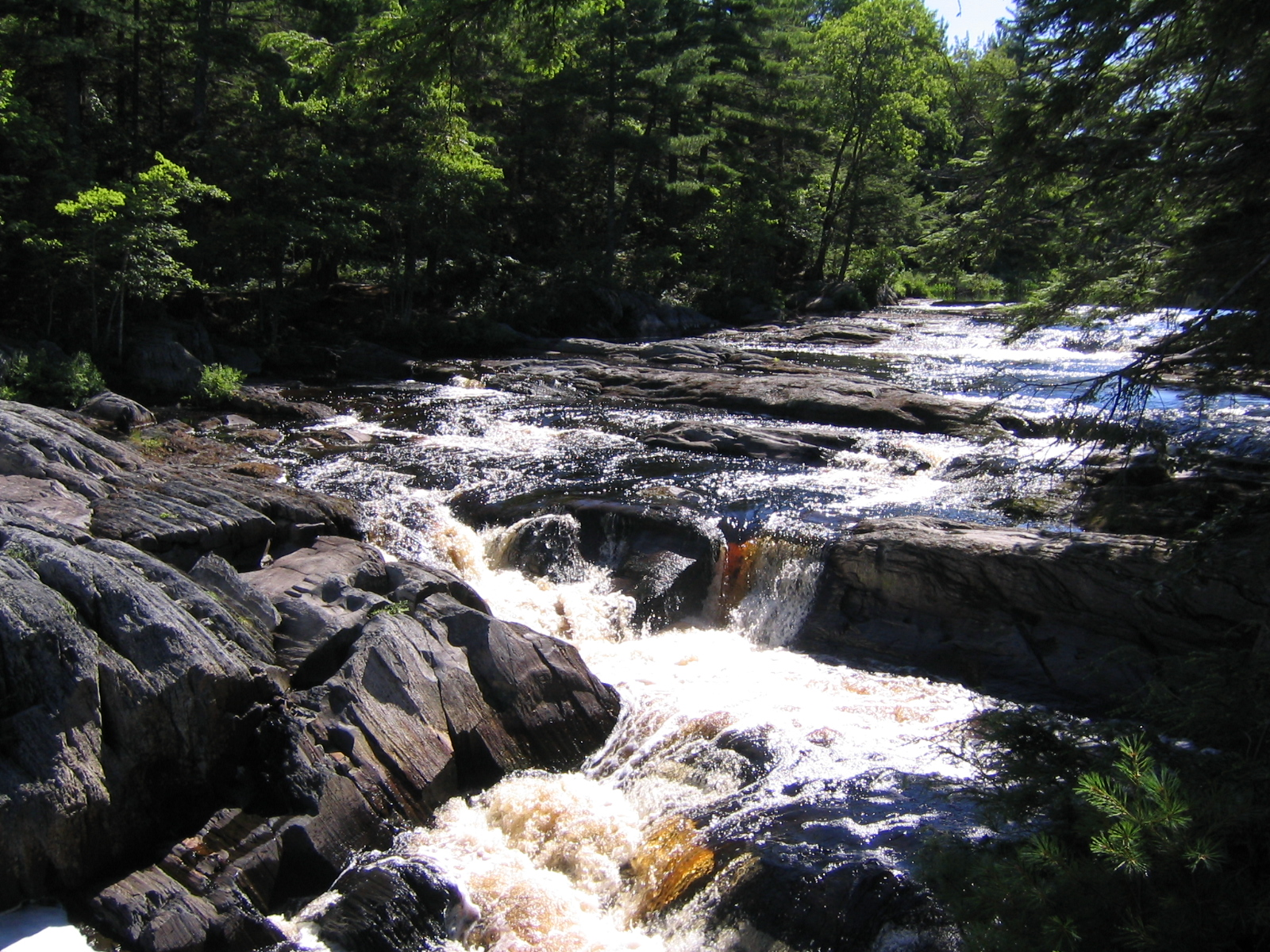
В национальном парке Кеджимкуджик